# Barbarea grandiflora
Barbarea grandiflora là một loài thực vật có hoa trong họ Cải. Loài này được Busch mô tả khoa học đầu tiên năm 1908.